# Ghurydzi

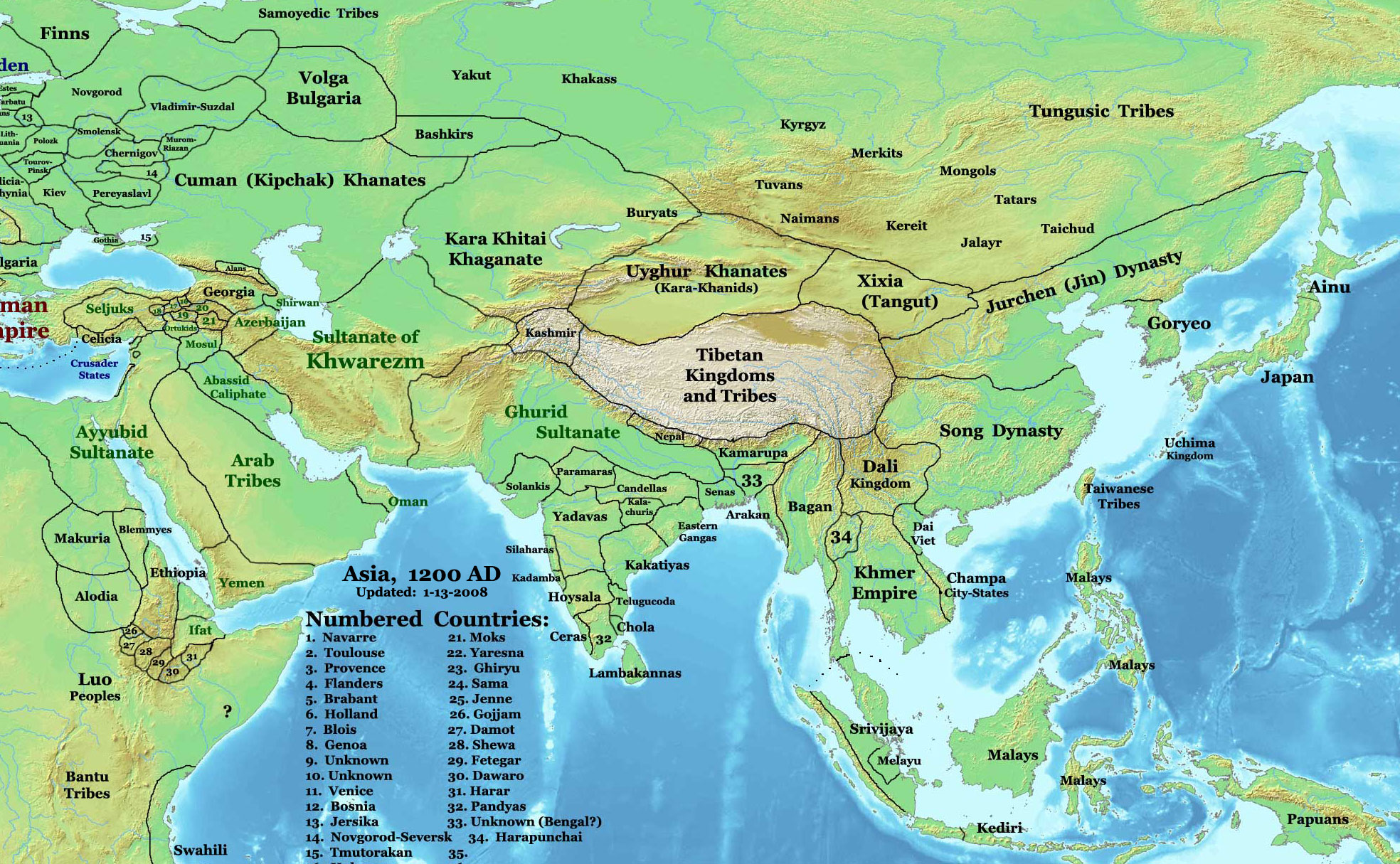
Państwo Ghurydów i jego kraje sąsiadujące na początku XIII wieku

Ghurydzi (perski غوریان, ISO 233: Ġūriyān; arabski غوريون, ISO 233: Ġūriyūn) – muzułmańska dynastia wywodząca się z górskiego regionu Ghor na terenach dzisiejszego Afganistanu, która w drugiej połowie XII wieku podbiła państwo Ghaznawidów i w wyniku dalszych podbojów sięgających do Bastamu na zachodzie i Bengalu na wschodzie na początku XIII wieku na krótki czas urosła do rangi dominującej potęgi muzułmańskiego Wschodu. Centrum rządzonego przez kilka linii dynastycznych państwa Ghurydów stanowiło Firuzkuh (Fīrūzkūh – „turkusowa góra”), które było prawdopodobnie po prostu inną nazwą dla miasta Dżam (Ǧām). Do ostatecznego upadku państwa doprowadził w 1215 roku chorezmszach Ala ad-Din Muhammad (ʿAlāʾ ad-Dīn Muḥammad).

## Historia
Ghurydzi należeli do rządzącego w Ghor rodu Szansabanidów (Āl-i Šansab), którego pochodzenie jest jednak nieznane. Przypuszcza się, że byli oni południowoirańskimi Tadżykami. Clifford Bosworth na przykład łączy imię założyciela dynastii który nadał jej nazwę, Szansab, ze średnioperskim imieniem Wisznasp.
Po islamizacji Ghor w XI wieku lokalni książęta od 1011 roku podlegali panowaniu Ghaznawidów. Między 1107 a 1108 rokiem region ten dostał się pod zwierzchnictwo seldżuckiego sułtana Sandżara, spod którego panowania w 1152 roku na próżno próbował się wyrwać ghurydzki władca Ala ad-Din Husajn II (ʿAlāʾ ad-Dīn Ḥusain). Rok wcześniej udało mu się jednak między innymi zniszczyć Ghaznę, dzięki czemu zyskał przydomek Dżahansuz (ǧahān-sūz – „podpalacz świata”). Była to część większej ekspansji, która stanowiła pierwszy krok na drodze do stworzenia imperium. Gdy śmierć Sandżara zakończyła seldżuckie panowanie we wschodnim Iranie, Ghurydzi kontynuowali swoje podboje na terenach dzisiejszego Afganistanu, ograniczając wpływy znienawidzonych Ghaznawidów do Pendżabu, ze stolicą w Lahaur. Ostatecznie zajęta między 1173 a 1174 rokiem metropolia Ghazna stała się siedzibą bocznej linii dynastii, podobnie jak Bamian, który miał się wkrótce stać bazą wypadową dla ataków sięgających za rzekę Amu-daria. Stamtąd Ghurydzi napierali dalej na wschód, obalając przy tym w 1186 roku ostatnich Ghaznawidów.
Szczytowy moment państwa Ghurydów przypada na czas rozpoczętego w 1173 roku podwójnego panowania sułtana Ghijas ad-Dina Muhammada (Ġiyāṯ ad-Dīn Muḥammad) z siedzibą w Firuzkuh we wschodnim Iranie i jego młodszego brata, sułtana Muizz ad-Dina Muhammada (Muʿizz ad-Dīn Muḥammad), napierającego z Ghazny na dolinę Indusu. Podczas gdy Ghijas ad-Din Muhammad, jako wierny sojusznik Kalifatu Abbasydów, podbił cały Chorasan i odnosił sukcesy w walce z chorezmijskimi szachami, rywalami Ghurydów, Muizz ad-Din kontynuował ghaznawidzką tradycję organizowania najazdów przeciwko niewiernym (tzw. ghazu) i zapoczątkował wyprawy zbrojne przeciw północnym Indiom, które – w przeciwieństwie do Ghaznawidów – Ghurydzi zamierzali podbić. Dwa pierwsze wielkie starcia z hinduskimi książętami, kolejno w 1178 i 1191 roku, zakończyły się jednak druzgocącymi klęskami, zadanymi Ghurydom najpierw przez króla Gudźaratu z dynastii Ćalukja, a następnie przez Prithviraja III z Delhi. Dopiero po drugiej bitwie pod Tarain (1192), w której koalicja hinduskich książąt odniosła zaskakującą porażkę a Prithviraj został zabity, Ghurydzi mogli krok po kroku podbijać północne Indie, co zakończyło się przejęciem niemal całkowitej kontroli nad tym terytorium w 1202 roku (data podboju Bengalu). Ghurydzi, jako mecenasi perskiej literatury i sztuki, wywarli również wpływ na kulturę terytoriów pod swoim panowaniem.
Mimo że od 1203 roku Muizz ad-Din sprawował samodzielne rządy, a w 1204 był w stanie poprowadzić swoje armie aż do Chorezmu, w 1206 roku został zamordowany, co doprowadziło do szybkiego rozpadu państwa Ghurydów. W północnych Indiach mameluccy generałowie jak Kutb ad-Din Ajbak (Quṭb ad-Dīn Aibak), założyciel Sułtanatu Delhijskiego, ogłaszali niepodległość. W Ghaznie władzę przejął ghulam Tadż ad-Din Yildiz (Tāǧ ad-Dīn Yïldïz), a posiadłości w Chorasanie jeszcze w 1206 roku zajął potężny chorezmszach, Ala ad-Din Muhammad, który najpierw uczynił sułtana w Firuzkuh swoim wasalem, a następnie w 1215 roku całkowicie zniszczył dynastię Ghurydów.
Za potomków i spadkobierców Ghurydów można uznać dynastię Kartydów, która panowała we wschodnim Chorasanie w latach 1245-1389, jako mongolscy wasale.

## Rozwój kultury pod panowaniem Ghurydów
Podobnie jak ghaznawidzcy sułtani, również władcy z dynastii Ghurydów byli mecenasami perskiej sztuki i literatury. Pomimo więc że „podpalacz świata” Ala ad-Din Husajn II rozkazał zniszczyć i splądrować większą część Ghazny, podczas podboju metropolii poświęcił on szczególną uwagę dziełom wielkich ghaznawidzkich poetów, które przechował we własnej bibliotece i ostatecznie sam zasłynął jako utalentowany poeta. Do licznych nadwornych poetów Ghurydów należeli m.in. panegiryści Nizami Aruzi (Niẓāmī ʿArūżī), Abu ’l-Kasim Rafii (Abū ’l-Qāsim Rafīʿī), Abu Bakr Dżauhari (Abū Bakr Ǧauharī) i Ali Sufi (ʿAlī Ṣūfī), znani przede wszystkim z kronik Aufiego (ʿAufī) i Daulat-Szaha (Daulat-Šāh). W przeciwieństwie jednak do dzieł ghaznawidzkich poetów, niewiele ghurydzkiej poezji przetrwało. Podobnie sprawa ma się z ghurydzką prozą: obok ważnego dzieła stanowiącego główne źródło historyczne na temat dynastii Ghurydów, Tabakat-i nasiri (Ṭabaqāt-i nāṣirī), napisanego przez ghurydzkiego nadwornego kronikarza i ambasadora Dżuzdżaniego (Ǧūzǧānī), należy przede wszystkim wymienić księgę genealogiczną Bahr al-ansab (Baḥr al-ansāb) i traktujące o sztuce rządzenia Adab al-harb wa-sz-szadżaa (Ādāb al–ḥarb wa-’š-šaǧāʿa), obie napisane przez Fachr ad-Dina Mubarakszaha (Faẖr ad-Dīn Mubārakšāh), znanego również jako Fachr-i Mudabbir (Faẖr-i Mudabbir).

Podobnie jak w przypadku literatury, Ghurydzi zasadniczo kontynuowali ghaznawidzką tradycję również w architekturze i zamienili centra swojej władzy we wspaniałe metropolie. Podczas gdy Ghazna została szybko odbudowana i kwitła przede wszystkim pod panowaniem Muizz ad-Dina Muhammada dzięki bogactwom zrabowanym z Indii, Ghijas ad-Din Muhammad wznosił w Chorasanie liczne meczety, medresy, mauzolea i karawanseraje, co czyni go prawdopodobnie największym budowniczym spośród ghurydzkich władców. Według zachowanej do dziś inskrypcji, zlecił on na przykład kompletne odrestaurowanie Meczetu Piątkowego w Heracie i zbudował w tym samym mieście (na północ od meczetu) mauzoleum dla swojej dynastii, jak również medresę, która pozostała najważniejszą w mieście aż do czasów Timurydów. Do innych ważnych budowli należą meczet, medresa i dwa mauzolea w Cziszt (Čišt), jak również długi kompleks pałacowy w Laszkar-i Bazar (Laškar-i Bāzār) niedaleko Bustu oraz kolejna medresa w Szah-i Maszhad (Šāh-i Mašhad), o której dawnej wspaniałości świadczą dziś jeszcze ruiny. Najsłynniejszym świadectwem ghurydzkiej architektury jest jednak spektakularny, 65-metrowy minaret w Dżam, który stanowi prawdopodobnie jedyną pozostałość po zaginionej stolicy Ghurydów, Firuzkuh.

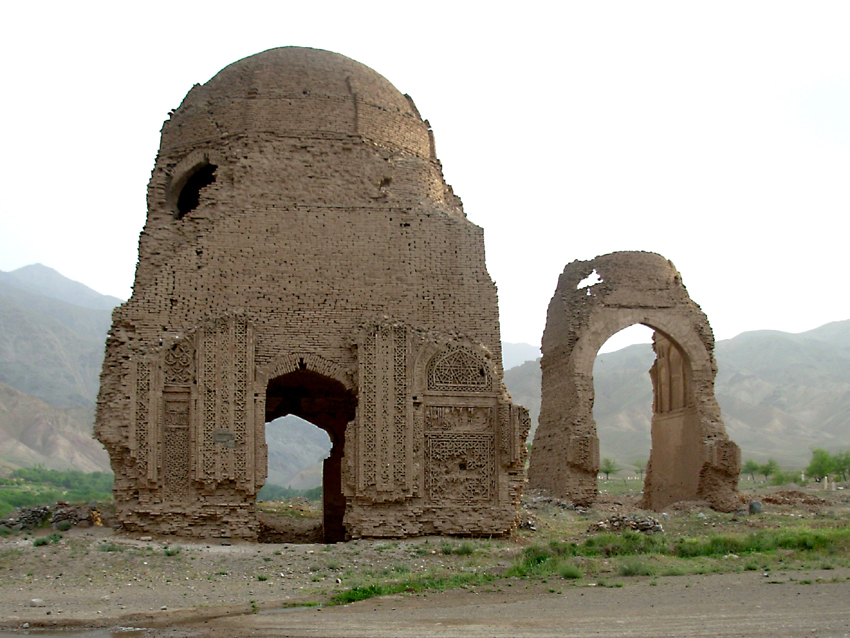
Oba mauzolea w Cziszt („zachodnie” zostało zbudowane w 1167, a „wschodnie” w 1194 roku)
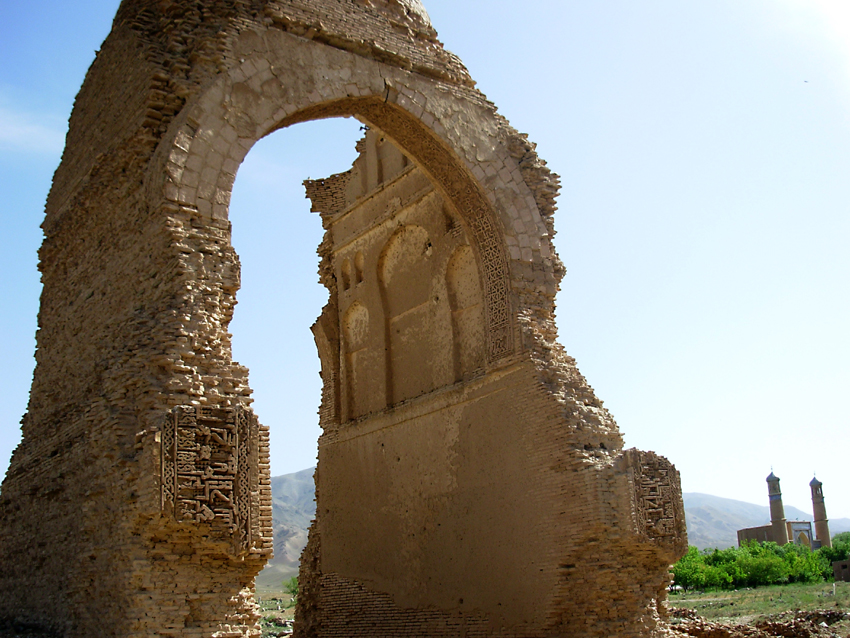
Gorzej zachowane „wschodnie mauzoleum” w Cziszt
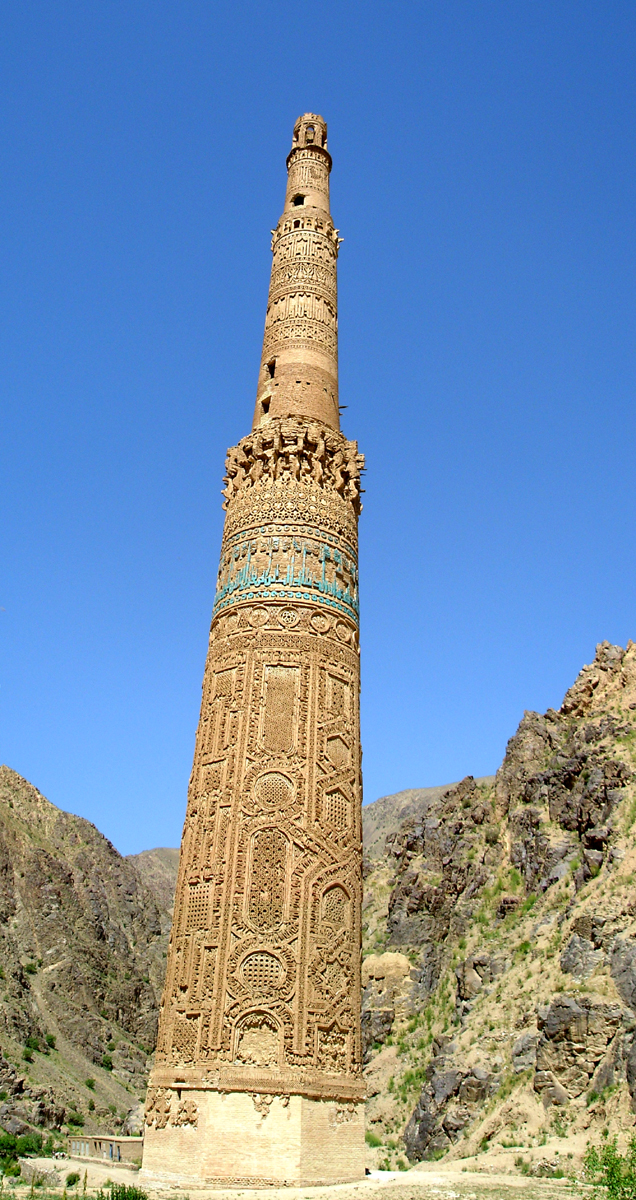
Minaret w Dżam (zbudowany w 1174/75 roku) – na liście światowego dziedzictwa UNESCO od 2002 roku
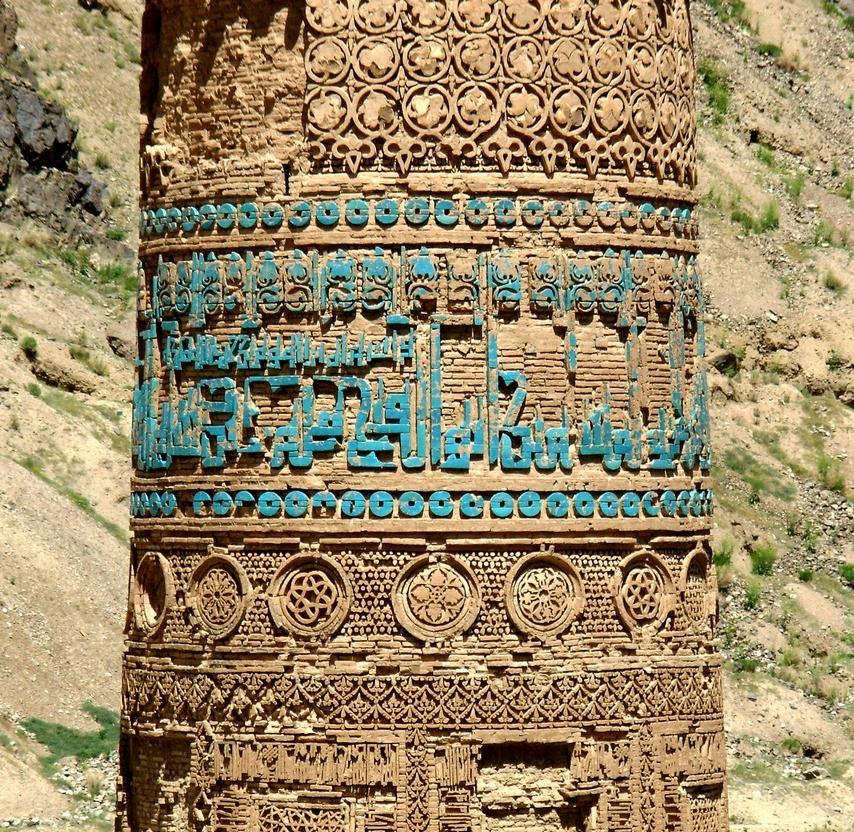
Kuficka inskrypcja na minarecie w Dżam (tutaj na niebiesko imiona i tytuły sułtana Ghijas ad-Dina Muhammada)
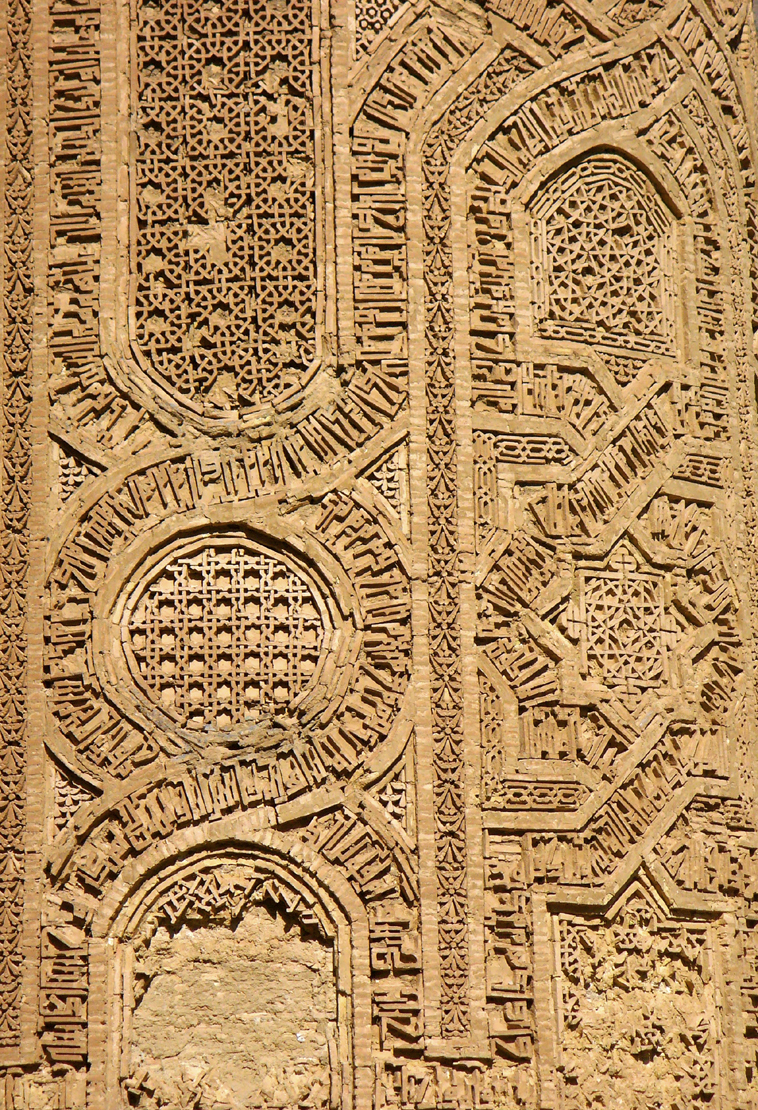
Fragment dekoracji minaretu w Dżam (na krętych wstęgach wypisana jest 19. sura Koranu)
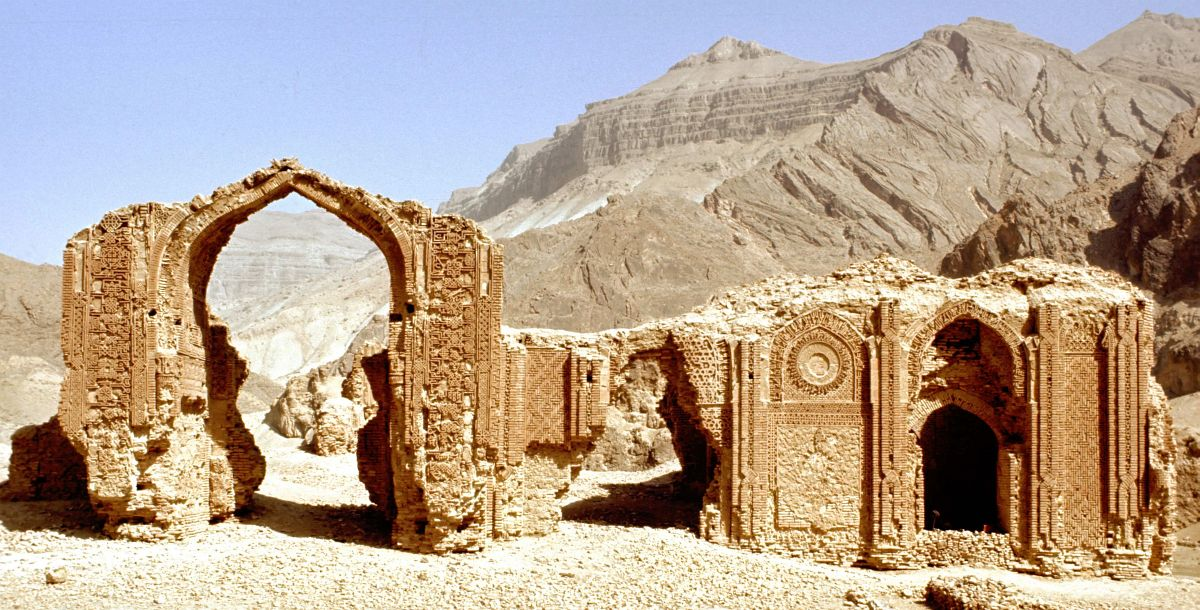
Ruiny medresy w Szah-i Maszhad (zbudowana w 1176 roku)

## Lista władców
Główna linia w Ghor, Ghaznie, północnych Indiach i Chorasanie
- Muhammad ibn Suri Szansabani (panował do 1011 r.)

- Abu Ali ibn Muhammad (panował od 1011 r. do lat 30. XI wieku)

- Abbas ibn Szis (wasal Ghaznawidów)

- Muhammad ibn Abbas (panował po 1059 r., wasal Ghaznawidów)

- Kutb ad-Din Hasan ibn Muhammad (wasal Ghaznawidów)

- Izz ad-Din Abu l-Muluk (lub Abu l-Salatin) Husajn (I) ibn Hasan (panował w latach 1100-1146, najpierw wasal Ghaznawidów, następnie seldżuckiego sułtana Sandżara)

- Sajf ad-Din Suri ibn Husajn (panował w latach 1146-1149, wasal sułtana Sandżara)

- Baha ad-Din Sam (I) ibn Husajn (panował w 1149 r., wasal sułtana Sandżara)

- Ala ad-Din Dżahan-Suz Husajn (II) ibn Husajn (panował w latach 1149-1161, wasal sułtana Sandżara)

- Sajf ad-Din Muhammad ibn Husajn (panował w latach 1161-1163)

- Ghijas ad-Din Abu l-Fath Muhammad ibn Sam (panował w latach 1163-1203)

- Muizz ad-Din Muhammad ibn Sam (panował w latach 1203-1206, w Ghaznie już od 1173 r.)

- Ghijas ad-Din Sam (II) ibn Mahmud (panował w latach 1212-1213, wasal chorezmszacha Ala ad-Dina Muhammada)

- Baha ad-Din Sam (II) ibn Mahmud (panował w latach 1212-1213, wasal chorezmszacha Ala ad-Dina Muhammada)

- Ala ad-Din Atsiz ibn Husajn (panował w latach 1213-1214, wasal chorezmszacha Ala ad-Dina Muhammada)

- Ala ad-Din Muhammad ibn Ali Szudża ad-Din ibn Ali Ala ad-Din ibn Husajn (panował w latach 1214-1215, wasal chorezjmijskiego szacha Ala ad-Dina Muhammada)

Linia boczna w Bamianie, Tucharistanie, Badachszanie, Szighnanie, Wachsz i Czaghanianie
- Fachr ad-Din Masud ibn Husajn (panował w latach 1145–1163)
- Szams ad-Din Muhammad ibn Masud (panował w latach 1163-1192)
- Baha ad-Din Abu ‘l-Muajjid Sam ibn Muhammad (panował w latach 1192-1206)
- Dżalal ad-Din Ali ibn Sam (panował w latach 1206-1215, wasal chorezmszacha Ala ad-Dina Muhammada)